# 即位紀元
即位紀元（そくいきげん、Regnal year）は、王国や支配を表すラテン語のregnumから来た君主の在位年である。即位紀元は基本的な年数としてではなく序数詞として時代を見ている。例えば君主は第1年や第2年、第3年、第4年というようにできるが、支配の第0年は存在し得ない。
この古代の紀元制度を現代の時間の計算に応用することは、0年を含むが、3000年紀がいつ始まるかという論争に繋がることである。即位紀元は西暦紀元や神武天皇即位紀元、主体年号といったもののような「無限の時代名称」と比べて「有限の時代名称」である。

## 初期の使い方
古代では暦は在位中の君主の在位年数の期間として数えられた。長い時代を計算するにあたっては王名表が必要であった。この手の最古の計算はシュメール王名表に見られる。古代のエジプト史年代学は即位紀元も使って年代を示した。ゾロアスター教の暦は3世紀のアルダシール1世の改革を承けて即位紀元と共に機能した。
プトレマイオスの王名表は天体現象を計算する方法として古代の天文学者が使った様々なバビロンやペルシャ、マケドニア、エジプト、ローマの君主の在位を計算するリストである。リベリアンカタログは宗教史上の初期の事件を計算するのに使われた初代教会の教皇の同様のリストである。

## 漢字文化圏の元号
漢字文化圏において即位紀元は、一般に元号使用が始まる以前に年数の記録のために使われた。中国においては継続的な年号使用が、漢の武帝の治世である紀元前140年に始まった。その前は年数は通常皇帝の即位年数として記録された。
紀元前140年より、元号は在位年を数え、特徴付ける目的で称号として使われた。以降、元号は2000年以上に渡って中国の皇帝が統治する中国大陸で使用され、辛亥革命によって中国の帝政が終焉を迎えた後も、立憲君主制の元に皇室を頂く日本で使われている。
蘭芳公司紀元や台湾民主国紀元、民国紀元は伝統的な紀元制度から作り変えられた制度であるが、実質的には紀元ではない。孔子紀年や主体年号はそれぞれ思想家や永遠の主席の誕生年を基礎としている。黄帝紀元や檀君紀元、神武天皇即位紀元は初代君主の在位年数で計算している。
中国文化の影響の結果として他の漢字文化圏（朝鮮、ベトナム、日本、琉球）の政体も元号の概念を受け入れた。
例えば政治的な正当性を主張したり否定する手段として、過去の年号が改めて使用されることがある。この例として、明王朝の初期の政変・靖難の役以降の元号の混乱が挙げられる。明王朝の初代皇帝・
朱元璋の四男・朱棣は甥である2代目皇帝・建文帝より帝位を奪い、3代目皇帝・永楽帝として即位すると、即位年である1402年を洪武35年（永楽帝の父である初代皇帝・朱元璋の在位35年目）として示した例がある。朱元璋は実際は1398年に崩御しており、1398年から1402年までの建文帝の短い在位期間は公式の記録から排除された。しかし時として依然としてこの手の年号は使われた。三国時代の魏の元号「景初」は3年で改元されているが、日本では景初四年（240年）の銘がある銅鏡「三角縁神獣鏡」が発見されている。唐の元号「広徳」は2年で終了しているが広徳4年（766年）、あるいは「建中」は4年で改元された元号ながら建中8年（787年）の記述が西域の墓や文書で発見されている。クチュルクは年号を変えなかった。
明が滅亡した後、李氏朝鮮は依然として明王朝最後の元号・「崇禎」を使い、台湾の鄭氏政権は明の皇族による亡命政権「南明」の最後の皇帝・永暦帝の即位紀元を使い、従って清の正当性を否定し、引き続き明への忠誠を示した。
明清交替の混乱期、現在の四川省で張献忠が興した「大西」は元号を使わずに干支を使った。華僑は龍飛や天運を使った。

### 中国
年号は紀元前140年から使われた。以降、1500年近くの期間は、一人の皇帝の在位中に数回の改元が行われていた。だが1368年、明王朝の初代皇帝・朱元璋は一世一元の制を定め、皇帝一人の在位期間中は改元を行わない前例を作り、以降の皇帝は崩じたのちに成祖、神宗といった廟号以外に「永楽帝」「万暦帝」と、在位期間の元号を冠した称号で呼ばれるようになった。この紀元法は清王朝の成立後も踏襲され、1912年まで各皇帝の在位中は一つのみの元号が使用され、死後はその元号が諡号となり、年号が即位紀元と同義になったことを意味した。現在、中華人民共和国では元号は使用されていないが、辛亥革命によって中華民国が興った年・1911年を元年とした民国紀元が台湾で使用されている。

### 日本
日本の公式な制度（元号）は、天皇の皇位継承の年を元年として年数を数えている。この制度は645年に制定された日本最初の元号「大化」をはじめとして散発的に使われ、701年以降は現在、2023年に至るまで継続して使われている。1867年までは各天皇の在位期間には数回以上の改元が行われていたが、1868年の一世一元の詔により、1868年から各天皇の在位期間は一つのみの元号が使用され、崩御のちは在位期間の元号が諡とされている。
現在の天皇・徳仁は父・明仁が高齢と悪化する健康状態により退位した後の2019年5月1日に皇位を継承した。元号は令和で徳仁が皇位を継承する1か月前の2019年4月1日に日本政府から正式に発表された。従って2019年5月1日が令和元年の始まりと考えられている。
先代の天皇・明仁は平成が内閣から即位紀元の名称として布告されると共に父・昭和天皇が崩御した当日の1989年1月7日に皇位を継承した。従って1989年は平成元年に相当する。
| グレゴリオ暦 | 元号 | 天皇             |
| ------------ | ---- | ---------------- |
| 1868年       | 明治 | 明治天皇（睦仁） |
| 1912年       | 大正 | 大正天皇（嘉仁） |
| 1926年       | 昭和 | 昭和天皇（裕仁） |
| 1989年       | 平成 | 明仁             |
| 2019年       | 令和 | 徳仁             |

### 朝鮮
元号の使用は朝鮮半島を支配した歴史上の様々な国を通じて広く見られた。朝鮮固有の元号は391年から1274年の間に使用されていたが、以降は高麗や李氏朝鮮が宗主国と仰ぐ中華王朝、元、明、清の元号をそのまま使用した。だが日清戦争によって中国の支配を離れた大韓帝国が成立した1894年からは光武などの独自の元号が使用された。日韓併合の年である1910年以降は日本統治によって日本の元号が使用され、日本支配を脱する1945年まで続いた。
李氏朝鮮の後半期は、建国の年である1392年を元年とする紀年法も用いられた。また第2次世界大戦後の1952年から1961年までの韓国では、高麗時代に記された史書『三国遺事』に登場する伝説の王・檀君が古朝鮮を建国したとされる紀元前2333年を元年とした檀君紀元が使用されていた。
李氏朝鮮時代に朝鮮は明と清への敬意と忠誠を示すものとして中国の年号を使った。漢民族王朝の明が女真族の清に置き換わった後は、表向きは清王朝の元号を使いつつも、1644年に崩御した明の最後の皇帝・崇禎帝の元号・崇禎を元年とした崇禎紀元を密かに使い続け、約200年間続いた。しかし清が圧力を及ぼしたためにこれは大抵の場合非公式に使われた。
朝鮮の年号の伝統は金日成の誕生年1912年を主体元年としながら北朝鮮の主体年号に残っている。

### ベトナム
ベトナム史における元号の使用は独立したベトナムの王朝が自らの元号を主張し始めた6世紀中葉から始まった。称号が年の一体化と計数の目的で歴史上のベトナムで採用された。阮朝が終演する1945年まで続いた。

## インド圏

### インド

#### オディシャ
アンカ年（オリヤー語: ଅଙ୍କ Aṅka）制度は在位期間を示すための東ガンガ朝の王が制定した独特の即位紀元である。在位中に経過する実際の持続期間とは異なる即位紀元を示す数々の特色があった。この制度は今日依然として残っていて、プリ階級のガジャパティ・マハラジャのデビャシンハ・デバであるプリ王の有名無実の即位紀元を示すオディア・パンジスで使われて、王の肩書きはオディシャの歴史的な統治王の遺産を支えている。時期算定のオディシャ形式としても知られている。
特色：
- アンカ制度は常にバードラ・スキア・ドゥワーダシとして知られるバドラ月（8月-9月）のうららかな14日間の12日目に当たるスニアと呼ばれるオディアの新会計年度に始まる。王がこの日の数日前に王位を継承したら、在位の1年目は数日長くなる。
- 硬貨は新年の日付で鋳造され、従って硬貨はアンカ2年目が与えられ、1番は使わない。
- 6で終わる年は全て抜かされた。アンカ年ではアンカ第5年はアンカ第7年が続くために、アンカ第15年はアンカ第17年が続き、この繰り返しとなる。
- アンカ第10年を除き0で終わる年も全て抜かされた。

従ってアンカ年に1、6、16、20、26、30、36、40、46、50、56といった年は存在しない。
| 即位紀元 | 1 | 2 | 3 | 4 | 5 | 6 | 7 | 8  | 9  | 10 | 11 | 12 | 13 | 14 | 15 | 16 | 17 | 18 | 19 | 20 | 21 | 22 | 23 | 24 | 25 | 26 | 27 | 28 | 29 | 30 |
| アンカ年 | 2 | 3 | 4 | 5 | 7 | 8 | 9 | 10 | 11 | 12 | 13 | 14 | 15 | 17 | 18 | 19 | 21 | 22 | 23 | 24 | 25 | 27 | 28 | 29 | 31 | 32 | 33 | 34 | 35 | 37 |

| グレゴリオ暦 | 即位紀元 | オディア年                 | アンカ年       |
| ------------ | -------- | -------------------------- | -------------- |
| 2022年       | 52年     | ୧୪୩୦ ଉତ୍କଳାବ୍ଦ 1430 Utkaḷābda | ୬୫ ଅଙ୍କ 65 Aṅka |

## 英連邦王国
即位紀元は同じ君主を共有する主権国家15か国の一部の英連邦王国で制限を受けた使い方をしながら続いている。英連邦王国の即位紀元のための現行の慣習はイングランド王国と共に始まり、公の文書に記すために即位紀元を使った。イングランドの即位紀元算出制度の新しい即位紀元は元々君主の王位継承の日と共に始まった。しかしこの制度は1307年にエドワード2世の即位と共に始まりながら君主が王位を継承した日に始めることで変化した。
同じ王位継承系統を共有するので、英連邦王国を通じて使われる即位紀元は互いに一致している。現在の君主チャールズ3世は母のエリザベス2世の死後に2022年9月8日に即位した。従って9月7日をそれぞれの即位紀元年の最終日としながら、2022年9月8日はチャールズ3世の即位紀元第1年の始まりの日と考えられている。
| グレゴリオ暦 | 即位紀元           | 君主          |
| ------------ | ------------------ | ------------- |
| 2022年       | チャールズ3世第1年 | チャールズ3世 |

### カナダ
即位紀元で日付を用いる制度は全てのカナダ議会の法律用の番号制度で使われている。法律は全て即位紀元年と在位するカナダ国王の名前と共に裁可を受けた順番に割り当てられた個別の章番号が与えられる。グレゴリオ暦を使う方が一般的であるが、法律の引用における即位紀元年の使用はカナダでの法律の施行にとって無難なものである。
1949年にグレゴリオ暦に置き換わるまで即位紀元年はオンタリオ州議会の立法会議の書籍を通じて使われた。しかし即位紀元年は議会の立法会議の書籍のタイトルページで使われ続けている。

### イギリス
イギリスでの即位紀元年の使用はイギリスのカントリーであるイングランドに起源がある。紀元によって日付を付ける制度はグレゴリオ暦を使って文書に日付を付け始める1963まで国会の会議の文書に日付を付けるために使われた。グレゴリオ暦への変更は1962年議会番号付け及び引用に関する法律に基づき立法化された。

## 同様の慣行

### 中華民国
この紀年法は、中華民国が建国した年である1912年を元年としている。この制度は元号や即位紀元年ではないが、中華民国の暦は中国の歴史的な元号制度に根源がある。中華民国の暦は正式には1949年まで中国大陸で使われ、現在も台湾地区で使用されている。

### アメリカ合衆国
厳密には即位紀元ではない一方でアメリカ合衆国の時間は独立宣言（1776年7月4日）に由来する可能性がある。例えばアメリカ合衆国憲法は「西暦1787年の年でアメリカ合衆国独立から12年目の年」に署名されたとして記録され、大統領の布告はしばしば「この布告を証するためにここに西暦「何年」かつアメリカ合衆国独立の何年の年の「月」のこの「第」何日に署名している」で終える。2025年はこの年の7月4日やその後のアメリカ合衆国独立の250th年である。時間は時に第112議会の下院法案第2号が「第112議会第1会議」と記されるように議会の会期（必要なら会議）で考えられている。

## 参照
1. ↑  Lü, Zongli (2003). Power of the words: Chen prophecy in Chinese politics, AD 265-618. ISBN 9783906769561
2. 1 2 3  Sogner, Sølvi (2001). Making Sense of Global History: The 19th International Congress of the Historical Sciences, Oslo 2000, Commemorative Volume. ISBN 9788215001067
3. 1 2 3  “Ancient tradition carries forward with Japan's new era”. 2019年12月29日閲覧。
4. 1 2  “International Congress of Historical Sciences”. International Congress of Historical Sciences 19. (2000). ISBN 9788299561419 2019年12月29日閲覧。.
5. ↑  “王勇著” (中国語). 2013年6月9日時点のオリジナルよりアーカイブ。 Template:Cite webの呼び出しエラー：引数 accessdate は必須です。
6. ↑  “长河落日圆——详议安史之乱[中](2)” (中国語). 2016年5月7日時点のオリジナルよりアーカイブ。 Template:Cite webの呼び出しエラー：引数 accessdate は必須です。
7. 1 2 3  “17、18世纪朝鲜使用中国年号问题” (中国語). 2017年2月1日時点のオリジナルよりアーカイブ。 Template:Cite webの呼び出しエラー：引数 accessdate は必須です。
8. ↑  “馬來西亞華人殯葬業的演變與挑戰中國長沙民政學院殯儀系主辦《現代殯葬教育十年慶典研討會》論文（上）” (中国語). 2011年7月19日時点のオリジナルよりアーカイブ。2010年10月31日閲覧。
9. ↑  “Emperor Akihito: Japanese monarch declares historic abdication”. BBC News.   British Broadcasting Corporation (2019年4月30日). 2019年5月1日閲覧。
10. ↑  Griffiths, Arlo (2003), “The Orissa Manuscripts of the Paippalāda Saṃhitā”, Zeitschrift der Deutschen Morgenländischen Gesellschaft (Harrassowitz Verlag) 153 (2):  338, JSTOR 43382061, ""The Dating system found in the Manuscripts""
11. ↑  Panda, Shishir Kumar (2008), “Gajapati Kingship and the Cult of Jagannatha: A Study on the Chhamu Chitaus (Royal Letters)”, Proceedings of the Indian History Congress (Indian History Congress) 69:  226, JSTOR 44147183
12. ↑  Pankaj Tandon (2012), Tentative Attributions of some Gold Fanams of the Eastern Gangas, BU 2021年1月25日閲覧。
13. ↑  Pankaj Tandon (2018), Coins of the Eastern Gangas ruler Anantavarman Chodaganga, BU 2021年1月25日閲覧。
14. 1 2  Arnold-Baker, Charles (2015). The Companion to British History. Routledge. ISBN 978-1-3174-0039-4
15. ↑  Bishop, Olga B. (2016). Canadian Official Publications: Guides to Official Publications. Elsevier. p. 117. ISBN 978-1-4831-5523-4
16. 1 2  Flaherty, David H. (1981). Essays in the History of Canadian Law, Volume 1. University of Toronto Press. ISBN 1-4875-9697-9
17. ↑  Endymion Wilkinson (2000). Chinese History: A Manual. Harvard Univ Asia Center. pp. 184–185. ISBN 978-0-674-00249-4
18. ↑  “112 H.R. 2”. 2011年6月11日時点のオリジナルよりアーカイブ。2011年6月8日閲覧。